# Cidade Ameaçada
Cidade Ameaçada é um filme brasileiro de 1960, do gênero drama policial, dirigido por Roberto Farias.

## Sinopse
Baseado em eventos reais, o filme conta a história de Passarinho e sua quadrilha, violentos criminosos que aterrorizam a cidade de São Paulo e são implacavelmente perseguidos pela polícia.

## Elenco[2]
- Reginaldo Faria ...Promessinha [3]
- Jardel Filho[3]
- Eva Wilma
- Fregolente[3]
- Milton Gonçalves
- Dionísio Azevedo[3]
- Douglas Oliveira
- Eduardo Abbas
- Pedro Paulo Hatheyer

## Principais prêmios e indicações
- Festival de Cannes 1960 (França)[4] - Indicado à Palma de Ouro.
- Prêmio Saci de Melhor Atriz Eva Wilma [2]